# Povrakul'skaja
Povrakul'skaja (in lingua russa Повракульская) è una città situata in Russia, nell'Oblast' di Arcangelo, più precisamente nel Primorskij rajon.